# Регбилиг в ЮАР
Регбилиг в ЮАР является малопопулярным по сравнению с классическим регби видом спорта. В ЮАР было предпринято несколько попыток развития регбилиг, осуществлённых из финансовых интересов, однако за 50 лет развития регбилиг не снискал той славы, какую снискал регби-15. В стране проводятся всего три турнира: Кубок Носорога (первый уровень), Кубок Протеи (второй уровень) и Регбийная лига Западной провинции (третий уровень).

## История
История регбилиг в ЮАР насчитывает минимум три серьёзные попытки создания структуры проведения турниров по этому виду спорта, не увенчавшиеся успехом. Первую попытку предприняли в 1950-е годы англоговорящие, вдохновлённые усилиями Франции по распространению регбилиг в мире. Попытка не увенчалась успехом: в Южной Африке не восприняли всерьёз новый вид спорта, ограничившись всего тремя матчами. Несколько игроков, однако, покинули ЮАР и уехали играть за границу, перейдя из регби-15 в регбилиг: это были такие представители чернокожих и цветных, как Дэвид Барендс, Грин Виго и Энслин Дламбуло, спасавшиеся от последствий апартеида.
В 1960-е годы были созданы две отдельные организации: Национальный регбилиг (National Rugby League) и Регбилиг Южной Африки (South African Rugby League), которые преследовали собственные цели. В итоге Национальный регбилиг был упразднён. Позже команда ЮАР совершила турне по Австралии, где была разгромлена по итогам всех встреч, хотя и обыграла сенсационно в неофициальном тест-матче сборную Новой Зеландии со счётом 4:3. В 1991 году в стране была создана ещё одна организация, South African Rugby Football League, для развития любительского регби. В 1998 году на Эллис Парк прошёл Всемирный клубный вызов между чемпионом британской Суперлиги и австралийским чемпионом НРЛ, но и эта попытка не привлекла много зрителей.
С 2009 года в Австралию стали активно ехать южноафриканцы: в команде «Сент-Джордж Иллаварра Дрэгонс» из НРЛ играл Джаррод Сэффи, в клубе «Редклифф Долфинз» выступал Аллан Хельдсингер, а в 2010 году в команду «Сидней Рустерз» пришёл Джей-Пи дю Плесси. В определённый момент в команде «Сидней Рустерз» было четыре выходца из ЮАР, интерес проявлял также клуб «Мельбурн Сторм».

## Клубные турниры
В стране есть три чемпионата: высшим уровнем является Кубок Носорога (4 команды), ниже идёт Кубок Протеи (8 команд), ещё ниже Регбийная лига Западной провинции (8 команд). Турнир был учреждён в 2009 году с участием 4 команд, первым чемпионом стал клуб «Эрмело Томахоукс». В 2010 и 2011 годах чемпионский титул выигрывали «Миддлбург Тайгерс» и «ТАКС Редс»; в 2012 году вместо Кубка Носорога проводились дерби в Западно-Капской провинции, Мпумаланга и Гаутенге. В 2013 году Кубок Носорога вернулся, появились Кубок Протеи и Кубок Западно-Капской провинции; победителями в сезоне 2013/2014 и там, и там стал клуб «ТАКС».

## Сборная
Сборная ЮАР по регбилиг, также известная как «Носороги» (англ. Rhinos), всего дважды играла на чемпионатах мира в 1995 и 2000 году, оба раза не пройдя групповой этап. В 2004 году была создана сборная южноафриканцев из Великобритании под названием «Дикие псы» (англ. Wild Dogs), а позже была расформирована. На последующие чемпионаты мира ЮАР не проходила, проигрывая квалификационные турниры.